# Aeroporto di Dunedin
L'Aeroporto di Dunedin (IATA: DUD, ICAO: NZDN) è uno scalo aeroportuale neozelandese definito come internazionale dalle autorità dell'aviazione civile neozelandesi The Civil Aviation Authority of New Zealand sito a Momona, nell'Isola del Sud, 11 nmi (20,37 km) a Ovest dal centro di Dunedin, quest'ultimo capoluogo della regione di Otago e secondo centro per popolazione dell'isola.
La struttura è posta a un'altitudine di 1,2 m / 4 ft sul livello del mare ed è dotata di una pista di atterraggio con superficie in asfalto, lunga 1900 m e larga 46 m (6 234 per 150 ft) e con orientamento 16/34, equipaggiata con impianto di illuminazione ad alta intensità (MIRL) e di sistema di assistenza all'atterraggio PAPI.
L'aeroporto, gestito dal governo neozelandese, è aperto al traffico commerciale.